# Rue de Rambouillet
La rue de Rambouillet est une voie située dans le 12e arrondissement de Paris, en France.

## Situation et accès
La rue de Rambouillet est coupée en deux parties par l'avenue Daumesnil. La partie sud longe un rampe d'accès aux emprises de la gare SNCF Paris-Lyon et passe sous les voies de cette même gare avant de rejoindre la rue de Bercy. La partie nord, plus courte, passe sous la promenade plantée et rejoint la place du Colonel-Bourgoin.

Quelques vues de la rue
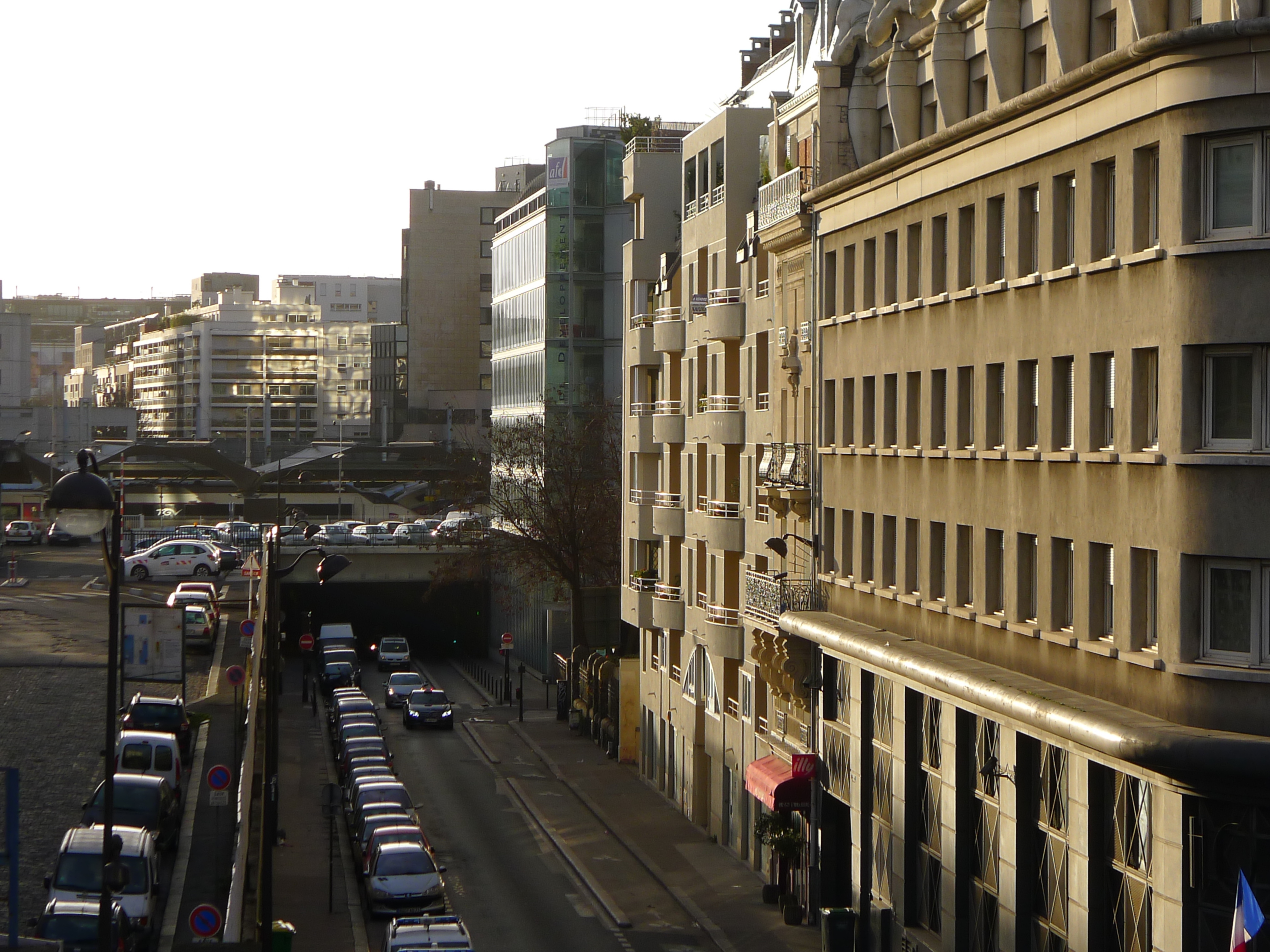
Rue de Rambouillet (partie sud) : le tunnel sous les voies de la gare de Paris-Lyon.
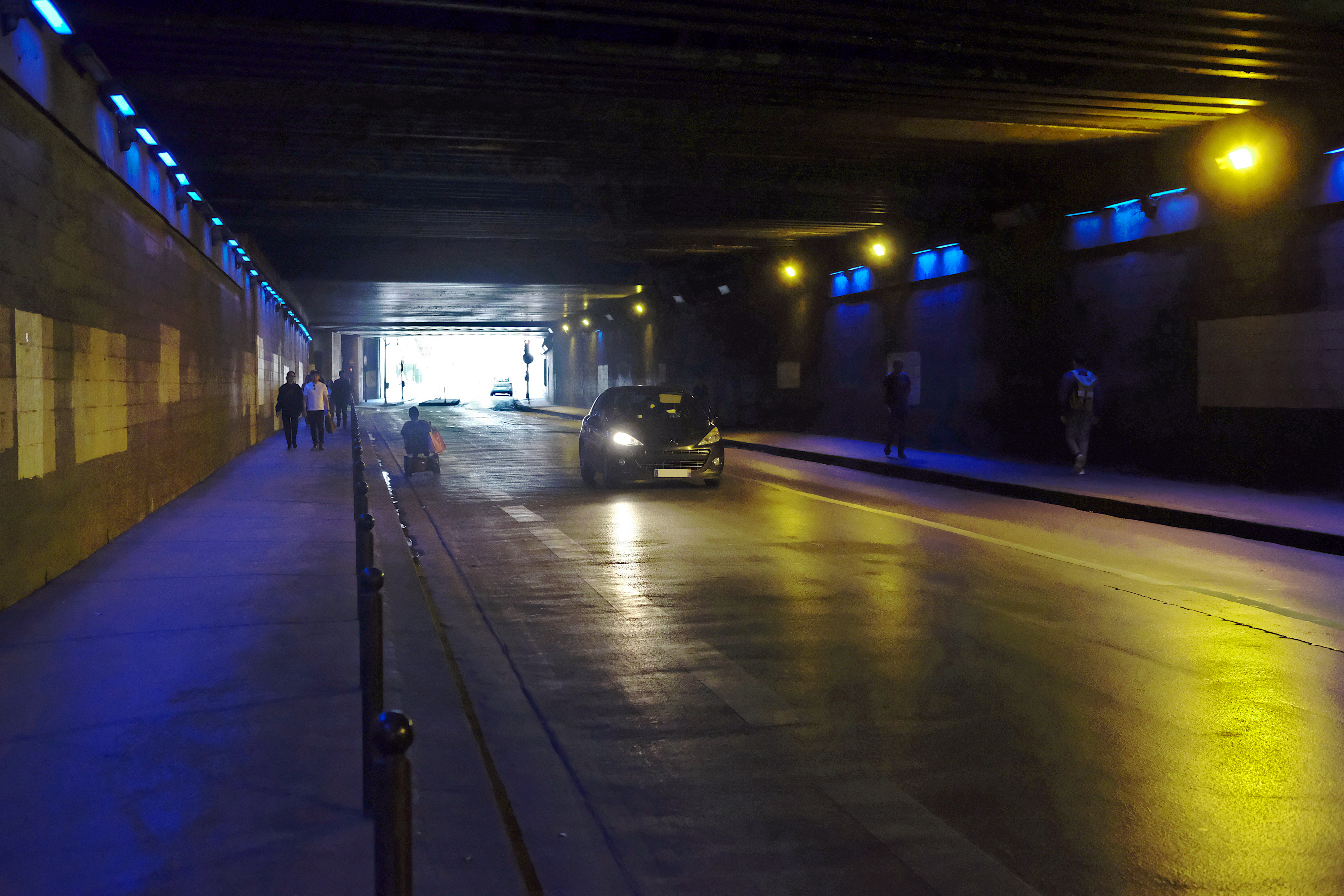
Le tunnel de la rue.
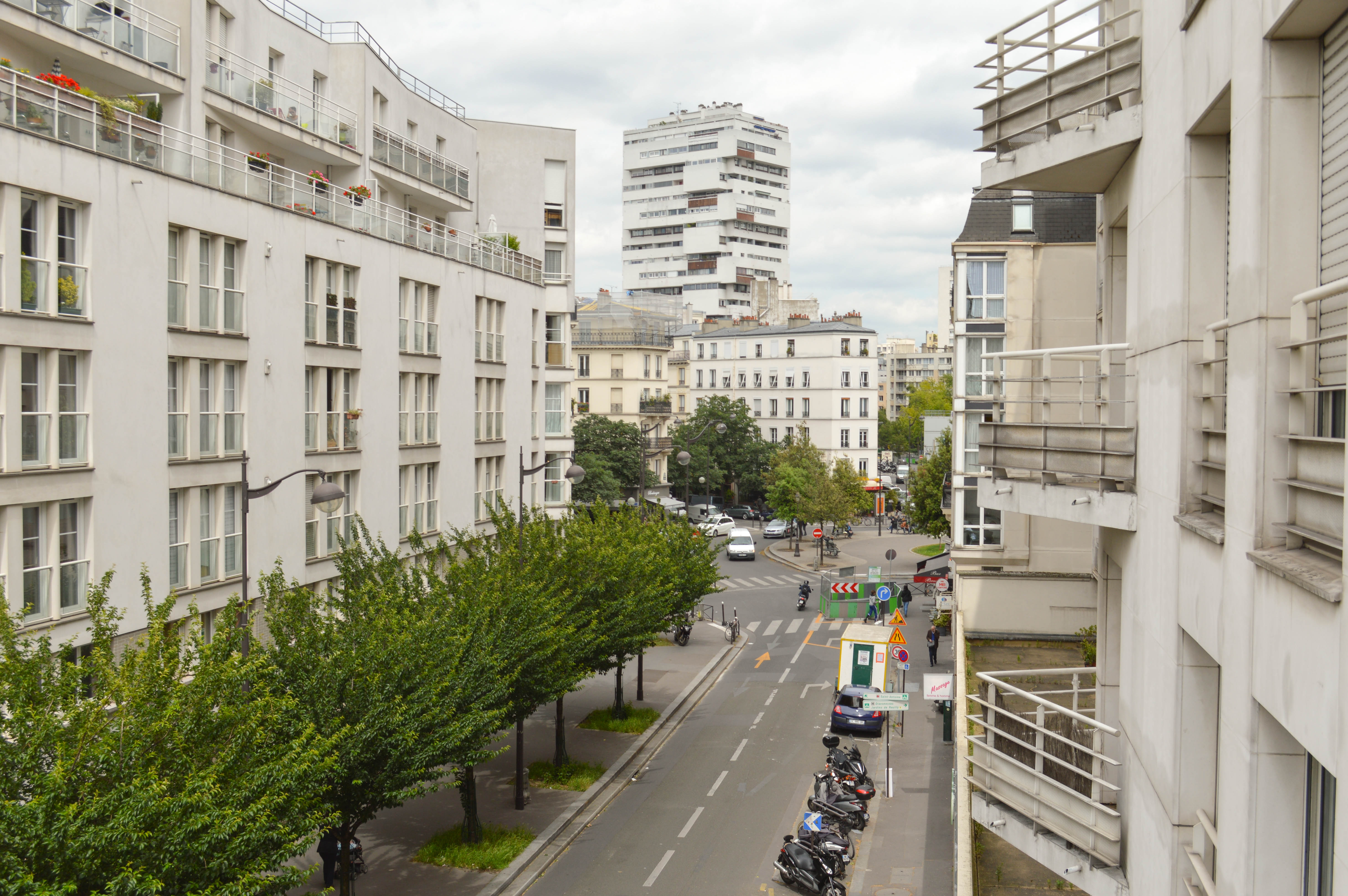
Rue de Rambouillet (partie nord), vue depuis la Promenade plantée.

## Origine du nom

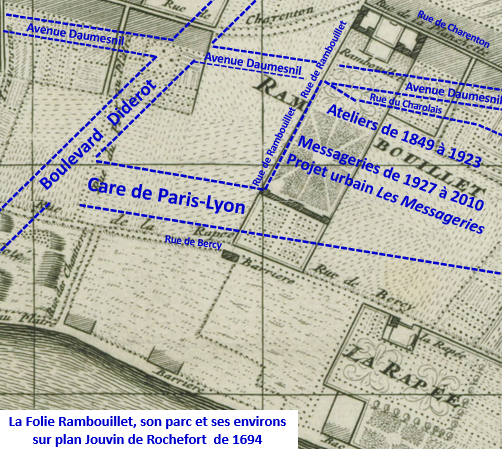
La Folie Rambouillet (1694) sur le tracé actuel des voies urbaines.

Elle tire son nom de la Folie-Rambouillet, ancienne folie construite au XVIIe siècle par Nicolas de Rambouillet, dont elle longeait les jardins.

## Historique
La rue de Rambouillet est mentionnée sur le plan de Paris de Jouvin de Rochefort de 1672.
Avant 1972, la rue de Rambouillet s'étendait jusqu'à la rue de Charenton. Le carrefour des rues de Charenton, de Rambouillet, Crozatier, Chaligny et Érard a été renommé « place du Colonel-Bourgoin » à cette date.

## Bâtiments remarquables et lieux de mémoire
- No 7 : immeuble de Louis Bonnier, construit en 1932[1].